# Talós
Talós se v řecké mytologii vyskytuje přinejmenším dvakrát, a to jako dvě zcela odlišné postavy.

## Talós – měděný obr
Měděný obr Talós na Diův příkaz střežil ostrov Krétu. To je jediné, co je o něm známo, jeho původ vysvětlen není. Zeus ho pověřil hlídáním přístavu pro krále Mínóa, aby jej chránil před nepřátelskými nebo nežádoucími osobami. Když například chtěli Argonauti na své cestě z Kolchidy nabrat zásoby pitné vody, odmítl je Talós a neuznával ani stav nouze ani to, že Argonauti chtěli bez prodlení přístav zase opustit.
Obr jim bránil ve vstupu násilím, vrhal po nich obrovské kameny, takže nebylo jiné pomoci, než aby kouzelnice Médeia, Iásonova manželka, obra uspala. Když klesl k zemi, vyrazil si z boku měděný hřeb uzavírající žílu, takže obr vykrvácel a zemřel.
Jeho usmrcení lze jenom litovat, možná by později zabránil vpádu barbarských kmenů na Krétu. Zničily Daidalovy stavby i jiné kulturní památky. K tomu však došlo až ve 12. století př. n. l., barbaři byli Dórové, jedna ze skupin budoucích Řeků.

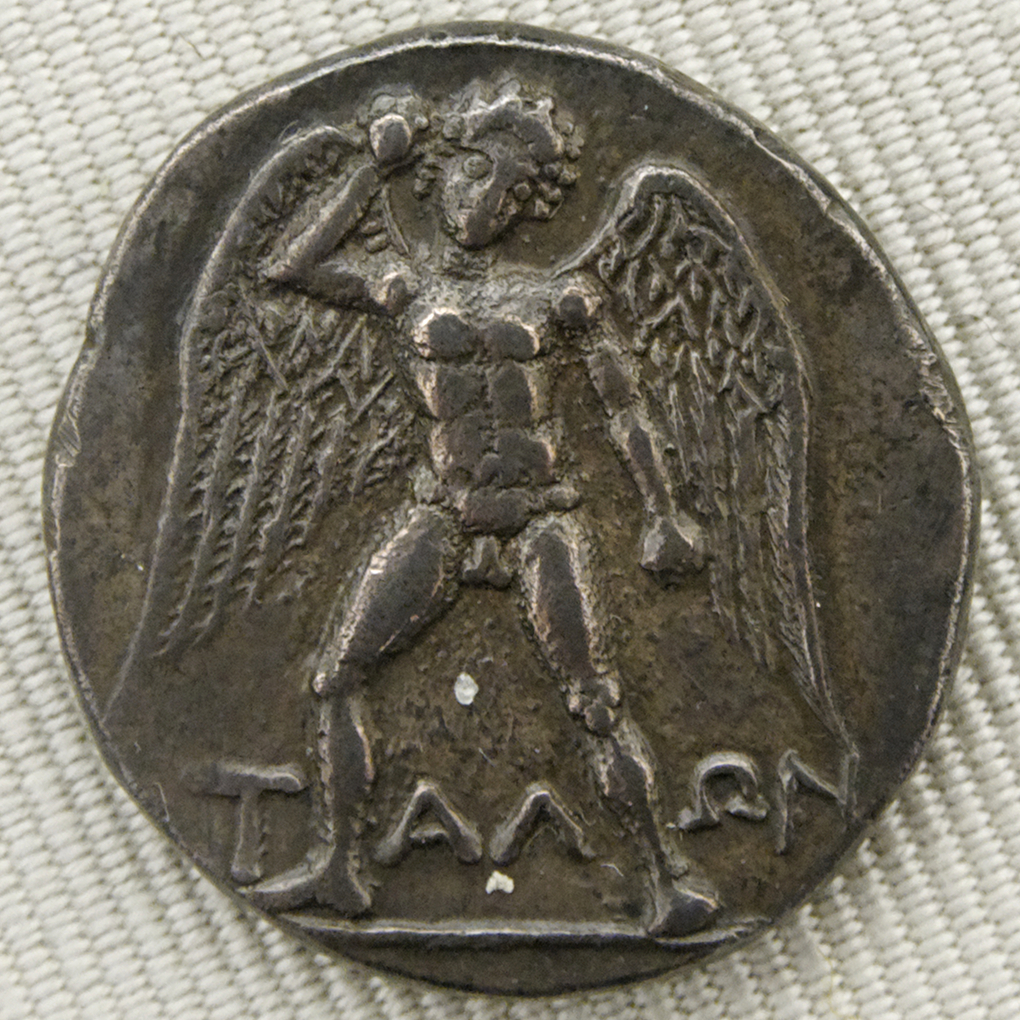

## Talós z Athén
Talós z Athén je známý z báje o Daidalovi, proslulém athénském staviteli, sochaři a vynálezci. Talós, zvaný též Perdix (viz Ovidiovy Proměny, osmá kniha) byl Daidalův synovec, jeho mladý žák, který – ke své smůle – byl ještě nadanější a šikovnější než sám mistr. Již ve dvanácti letech prý vynalezl pilu nebo třeba hrnčířský kruh a soustruh. Daidalos to nepřenesl přes srdce a hocha se zbavil, ze žárlivosti ho svrhl z athénské Akropole. V pádu ho zachránila Athéna, bohyně všech řemesel a umění, proměnila ho v koroptev.[zdroj?]
Daidalos byl za tento čin odsouzen k trestu smrti. Uprchl na Krétu, kde pracoval pro krále Mínóa, postavil mu palác s proslulým labyrintem, v němž byl potom ukryt obludný tvor Mínotaurus. Až po letech se podařilo Daidalovi z Kréty uprchnout, když sestrojil křídla z ptačích per. Při letu nad mořem však jeho syn Íkaros vyletěl vysoko, slunce roztavilo vosk na křídlech, ta se rozpadla a Íkaros se v moři utopil. Daidalos poté doletěl na Sicílii, získal azyl u krále Kókala. Když ho tam dostihl král Mínós, Daidalos ho rafinovaně zavraždil. To mu vyneslo vděk Athéňanů, jichž byl Mínós úhlavním nepřítelem. Zrušili dávný rozsudek smrti a Daidalos se po dlouhé době směl vrátil do svého rodného města.